# Juraj Bartoš (tenista)
Juraj Bartoš (11. prosince 1916, Košice – 4. dubna 1983) byl slovenský tenista a tenisový trenér.

## Sportovní kariéra
S tenisem začínal v tenisovém klubu ČLTK Košice. Byl v semifinále dorosteneckého mistrovství ČSR, stal se vůbec prvním juniorským přeborníkem Slovenska a Zakarpatské Ukrajiny. V letech 1948 a 1951 vyhrál mužské mistrovství Slovenska ve dvouhře. Během druhé světové války se Košice nacházely na území spravovaném Maďarskem a on reprezentoval tuto zemi v mezistátním utkání s Itálií.
Po osvobození opět nastupoval za košický klub. V rámci své kariéry začal trénovat a po jejím ukončení se stal tenisovým trenérem v Košicích, ale působil také ve Vranově, Spišské Nové Vsi a Prešově.
V druhé polovině 70. let a začátkem 80. let působil ve funkci předsedy Východoslovenského tenisového svazu.
In memoriam vstoupil do Slovenské tenisové síně slávy.